# Landschaftsschutzgebiet Retlager Bach

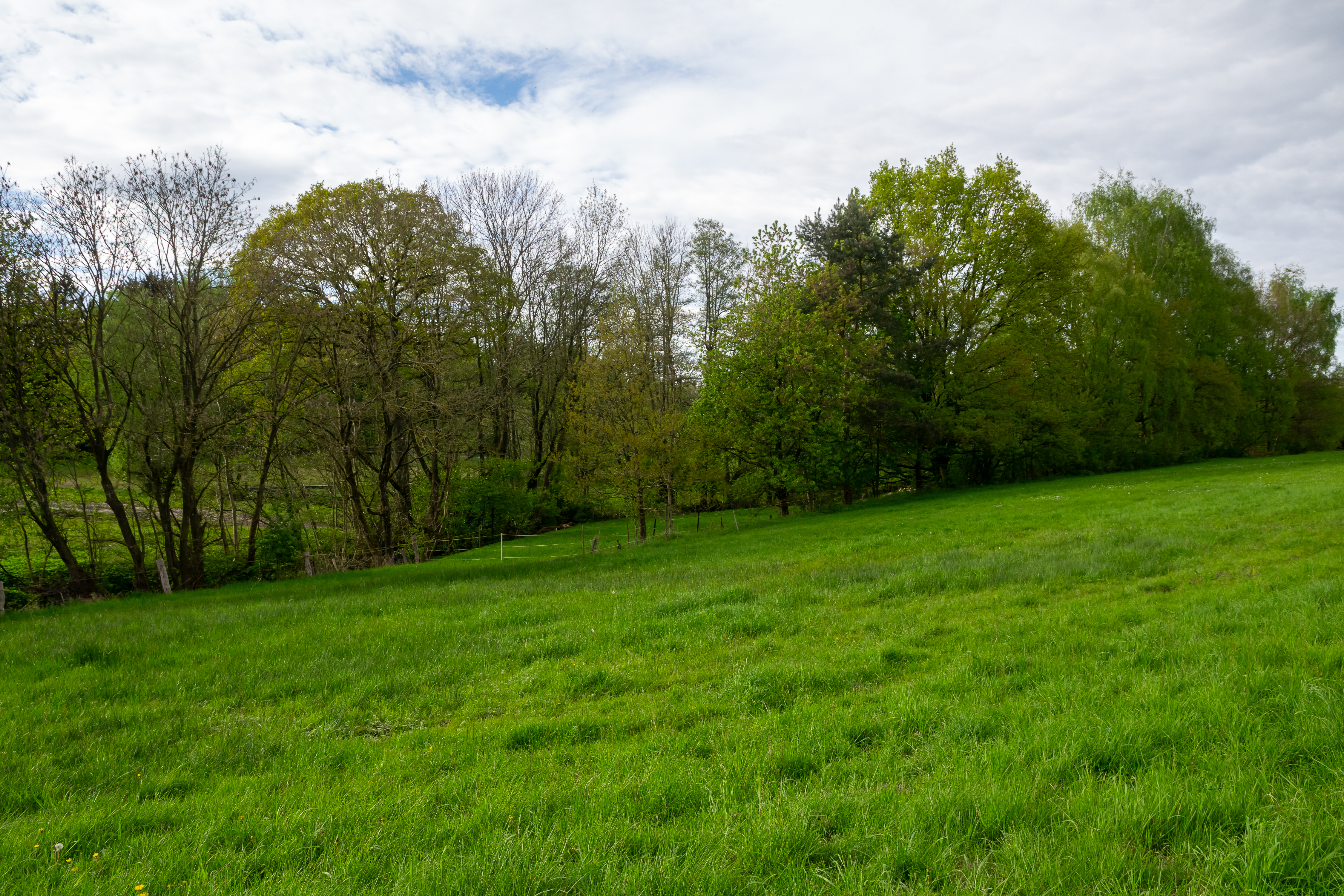
Wiese mit Ufergehölz

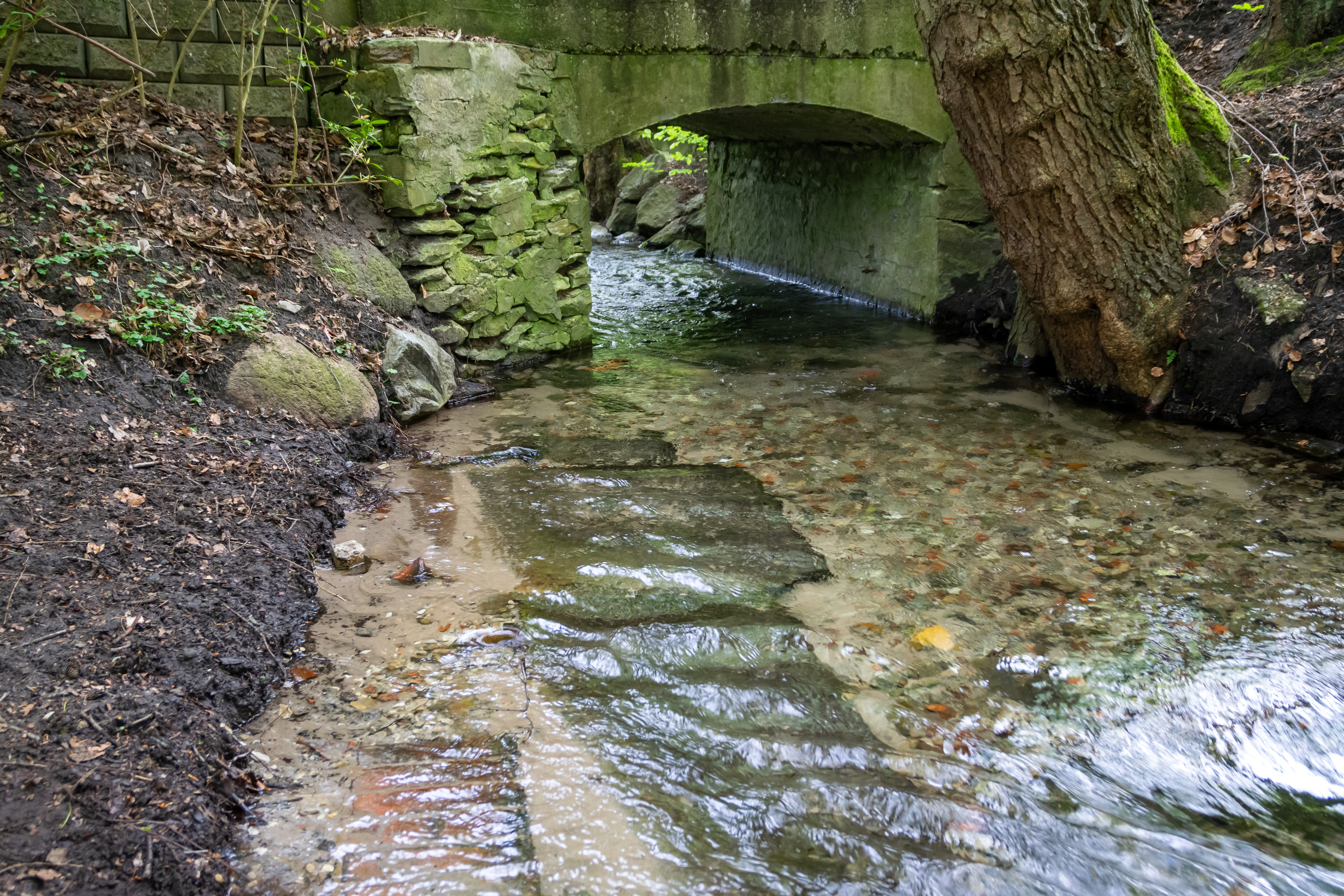
Bach als Grenze zwischen Detmold und Lage

Das Landschaftsschutzgebiet Retlager Bach mit etwa 15 ha Flächengröße liegt westlich von Pivitsheide V. L. im Stadtgebiet von Detmold. Es wurde 2006 mit dem Landschaftsplan Detmold durch den Kreistag des Kreises Lippe als Landschaftsschutzgebiet (LSG) ausgewiesen. Das LSG grenzt an die Bebauung an. Westlich grenzt direkt das Naturschutzgebiet Abgrabung Retlager Bach. Das LSG besteht aus zwei größeren und zwei kleineren Teilflächen.

## Beschreibung
Das LSG umfasst einen Teilbereich des naturnahen Retlager Baches. Das Landschaftsschutzgebiet Retlager Bach beginnt unterhalb der Retlager Mühle. Am Bach stehen fast durchgängig alte Ufergehölze mit Eichen, Erlen, Weiden und Pappeln. Die nördlichste Teilfläche liegt zwischen einer Abgrabung die als  Naturschutzgebiet Abgrabung Retlager Bach ausgewiesen wurde, Hausgärten und einem Friedhof.

## Schutzzwecke für das LSG
Laut Landschaftsplan erfolgte die Ausweisung des LSG
- „zur Erhaltung und Wiederherstellung der Leistungsfähigkeit des Naturhaushaltes in ökologisch besonders wertvoll strukturierten Bereichen mit Wasser-, Klima- und Biotopschutzfunktionen,“
- „zur Erhaltung und Wiederherstellung von Quellbereichen und naturnahen Fließgewässern, Wald- und Grünlandbereichen unterschiedlicher Feuchtestufen, Feldgehölzen, Hecken und Obstwiesen,“
- „zur Erhaltung morphologisch ausgeprägter Bereiche zur Sicherung der landschaftlichen Eigenart und Vielfalt für die Erholung,“
- „zur Erhaltung wertvoller Biotopkomplexe aus Wald-Grünlandbereichen, Fließgewässern und Quellen sowie Biotopen nach § 62 LG mit wichtigen Refugial-, Puffer-, Trittstein- und Vernetzungsfunktionen,“
- „zur Erhaltung und Wiederherstellung wichtiger Rückzugsräume für die bedrohte Tier- und Pflanzenwelt,“
- „zur Sicherung der das Orts- und Landschaftsbild gliedernden und belebenden und die dörflichen Siedlungsstrukturen prägenden Freiraumelemente.“[1]

## Rechtliche Vorschriften
Im Landschaftsschutzgebiet ist unter anderem das Errichten von Bauten und Fischteichen verboten. Grün- und Brachland darf nicht in eine andere Nutzungsart umgewandelt oder umgebrochen werden.